# Kurt Ortmann
Kurt Ortmann (1931 - Eupen, 20 augustus 2010) was een Belgisch politicus van de CSP.

## Levensloop
Hij zetelde van 23 oktober 1973 tot 13 november 1977 als raadslid van de Cultuurraad voor de Duitse Cultuurgemeenschap. Vervolgens werd hij benoemd met ingang van 15 maart 1978 tot regeringscommissaris voor de uitzendingen in de Duitse taal bij het Belgisch Radio en Televisiecentrum.
Hij werd bij de Gemeenschapsraadsverkiezingen van 1981 opnieuw verkozen in de Raad van de Duitstalige Gemeenschap. op 11 februari 1985 volgde hij de overleden Manfred Betsch op als voorzitter van de Raad van de Duitstalige Gemeenschap. Zelf werd hij in deze hoedanigheid op 28 oktober 1990 opgevolgd door Mathieu Grosch. Op 13 november 1990 verliet hij de Raad van de Duitstalige Gemeenschap om voltijds schepen te worden te Eupen. Hij werd als raadslid opgevolgd door Manfred Schunk.
Hij overleed in het Seniorencentrum St. Franziskus te Eupen.